# Melinaea discurrens
Melinaea discurrens är en fjärilsart som beskrevs av Richard Haensch 1909. Melinaea discurrens ingår i släktet Melinaea och familjen praktfjärilar. Inga underarter finns listade i Catalogue of Life.